# Eerste inauguratie van James Madison

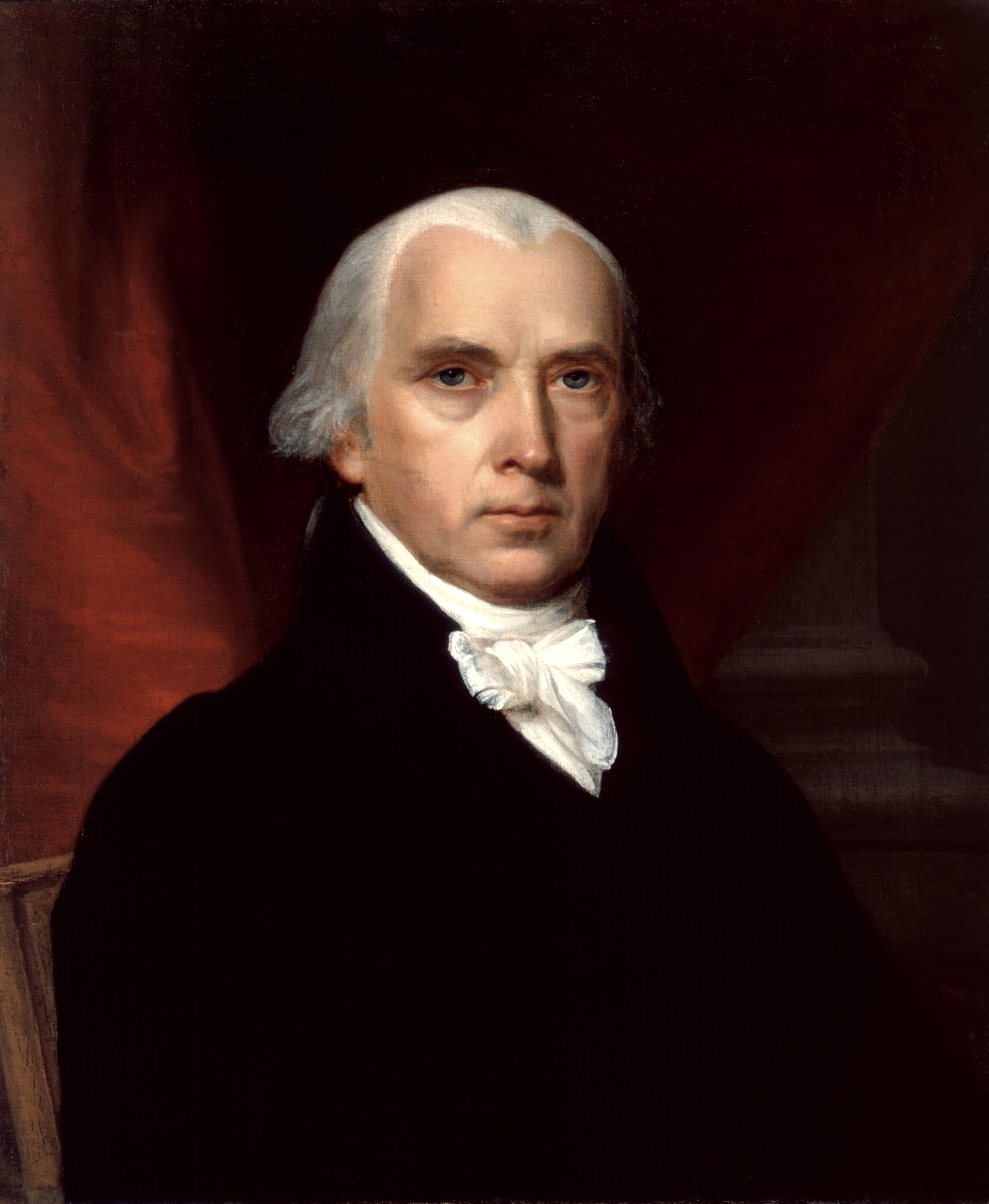
President James Madison.

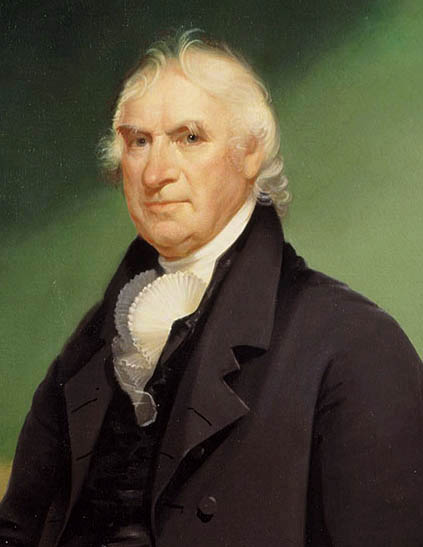
Vicepresident George Clinton.

De eerste inauguratie van James Madison als vierde president van de Verenigde Staten vond plaats in de Huiszaal van het Capitool in Washington D.C. op zaterdag 4 maart 1809. De inauguratie luidde het begin in van de eerste vierjarige ambtstermijn van James Madison als president en de tweede vierjarige ambtstermijn van George Clinton als vicepresident van de Verenigde Staten. Madison werd ingezworen door John Marshall, opperrechter van de Verenigde Staten. Voor het eerst vond er ook een inaugureel bal plaats in het Long's Hotel, met ticketprijzen van vier dollar. Vicepresident Clinton stierf 3 jaar en 47 dagen later tijdens deze termijn, waardoor de functie van vicepresident voor de rest van de termijn vacant bleef.

## Achtergrond
De inauguratie van James Madison volgde op zijn overwinning in de Amerikaanse presidentsverkiezingen van 1808.

## Verloop van de inauguratie
In de ochtend van 4 maart 1809 reed James Madison naar het Capitool onder begeleiding van cavalerie. Hij betrad de Huiszaal samen met de leden van het uittredende kabinet-Jefferson. Uittredend president Thomas Jefferson woonde de inauguratie van zijn opvolger bij en zat tijdens de ceremonie naast Madison. Tegenover hen zaten de rechters in het Hooggerechtshof van de Verenigde Staten. Volgens toeschouwers in de zaal sprak Madison eerst zachtjes en met een duidelijke trilling in zijn stem, maar sprak hij de zaal luider toe naarmate zijn toespraak vorderde. De president droeg een zwart wollen pak dat volledig van Amerikaanse makelij was.
Na zijn inaugurele rede en eedaflegging ontvingen Madison en zijn echtgenote, Dolley Madison, gasten in hun woning in de F Street. Vervolgens woonde ze een inaugureel bal bij in het Long's Hotel. Dolley, de nieuwe first lady van de Verenigde Staten, droeg een fluwelen jurk en trok grote menigten bewonderaars naar het bal, terwijl Madison de gelegenheid beschreef als vermoeiend en onaangenaam.